# Honkasaari (ö i Finland, Norra Österbotten, Oulunkaari, lat 65,17, long 27,67)
Honkasaari är en ö i Finland. Den ligger i sjön Jaurakkajärvi och i kommunen Pudasjärvi i den ekonomiska regionen  Oulunkaari  och landskapet Norra Österbotten, i den centrala delen av landet, 600 km norr om huvudstaden Helsingfors. Öns area är 1,9 hektar och dess största längd är 210 meter i sydväst-nordöstlig riktning.